# アカデミック美術

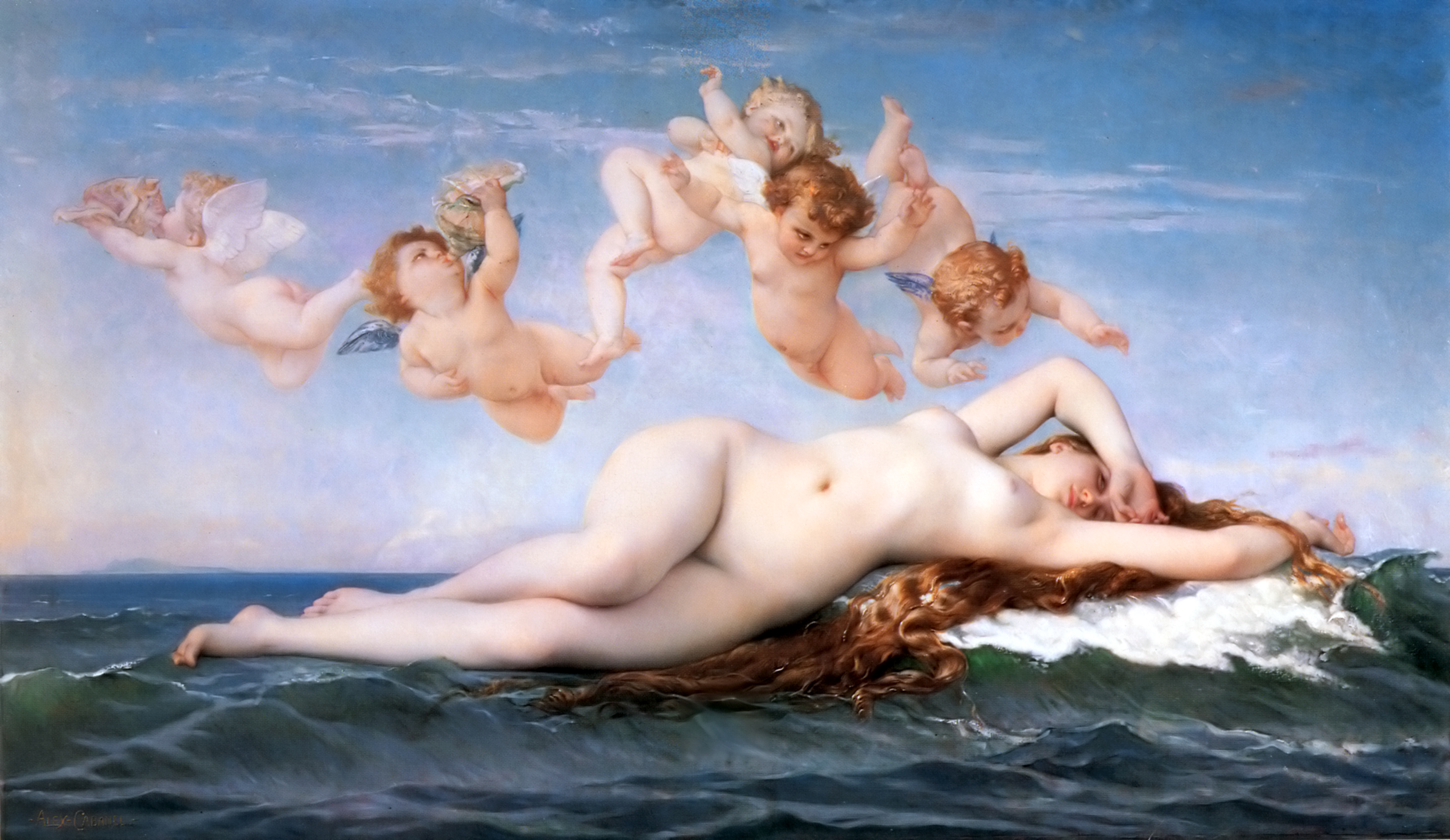
アレクサンドル・カバネル『ヴィーナスの誕生』（1863年）

アカデミック美術（アカデミックびじゅつ、英: academic art）とは、主に西洋美術における用語あるいは様式である。
具体的には以下のようなものを指す。
1. フランスの芸術アカデミーの規範に影響された絵画・画家たちを指す。
芸術アカデミーでは新古典主義ならびにロマン主義運動の下で実践され、その2つを統合しようという試みがなされた。それを良く反映しているのが、ウィリアム・アドルフ・ブグロー、マルク＝オーレル・ド・フォワ・スゾール＝コテ、トマ・クチュール、ハンス・マカルトたちの作品である。この文脈において、アカデミック絵画は「伝統主義」「形式主義」「アール・ポンピエ」、「折衷主義（Eclecticism）」と呼ぶことができ、「歴史主義（Historicism）」「混合主義（Syncretism）」とも関係することがある。
2. ヨーロッパのアカデミーまたは大学の影響を受けて作られた絵画・彫刻の様式のこと。
この文脈においては、それまでアカデミック絵画と敵対していた絵画が、学者によって受け入れられると、今度はそれがアカデミック絵画になる。

なお、絵画以外のアカデミックな芸術（Academic art）についても記す。

## 概要

### 美術アカデミーの歴史
最初の美術アカデミーは、1563年ジョルジョ・ヴァザーリがフィレンツェに設立した「アカデミア・デッレ・アルティ・デル・ディゼーニョ（Accademia delle Arti del Disegno）」（現フィレンツェ美術学校 Accademia di Belle Arti Firenze）である。そこの学生たちは「arti del disegno」（ヴァザーリの造語。直訳すれば「素描の芸術」）を学び、そこには解剖学と幾何学の講義も含まれた。
それより10年ほど遅れてローマに、画家の守護聖人、聖ルカの名にちなんだ「アカデミア・ディ・サン・ルカ」が設立された。こちらは教育的な機能を果たし、フィレンツェのアカデミアより美学理論を大切に考えていた。
1582年には、アンニーバレ・カラッチが自費でボローニャに「Accademia dei Desiderosi」を開いた（続いて1585年頃には「アカデミア・デリ・インカミナーティ」を設立）。いくつかの点で、伝統的な芸術家の工房に似ていたが、カラッチはその当時に魅力のある言葉だった「アカデミア」という看板が必要だと感じてそう名付けた。
アカデミア・ディ・サン・ルカを手本として、1648年にフランスで「王立絵画彫刻アカデミー」が設立された。後の「芸術アカデミー（Académie des Beaux-Arts）」である。フランスのアカデミーは「arti del disegno」を「beaux arts（ボザール）」と翻案したようで、英語の「fine arts（ファインアート）」は「beaux arts」の直訳である。王立絵画・彫刻アカデミーは、手作業を重視する職人と、「教養科目を修めた紳士である」芸術家とを区別する目的があった。創作におけるこの知的要素の強調は、アカデミック絵画のテーマや様式にかなりの影響を及ぼした。
1661年、フランス国内のあらゆる芸術活動の統制を目論んだルイ14世によって王立絵画・彫刻アカデミーが再編されてから、17世紀の終わりまで、芸術に対する姿勢の優位をめぐって会員の間で論争が起こった。具体的に、この「様式の戦争」はピーテル・パウル・ルーベンスとニコラ・プッサンのどちらをこれからの手本とするか、というものだった。プッサン派（poussinistes）は知性に訴える線（disegno）に重きをおくべし、ルーベンス派（rubenistes）は感情に訴える色（colore）に重きをおくべし、とそれぞれ主張した。
この論争は19世紀初期に、ドミニク・アングルの作品に象徴される新古典主義運動と、ウジェーヌ・ドラクロワの作品に象徴されるロマン主義との間で再燃した。さらに、絵を学ぶのは自然を観察して学ぶべきか、過去の巨匠の絵を見て学ぶべきかという論争も起こった。
フランスのアカデミーを手本とし、その教え方とスタイルを真似たアカデミーがヨーロッパ中に現れた。イングランドではロイヤル・アカデミー・オブ・アーツがそうだった。アカデミーの流行は女性画家たちの絵の勉強を困難にした。19世紀後半まで多くのアカデミーが女性を閉め出していたからである（たとえばロイヤル・アカデミーへの女学生の入学は1861年まで）。20世紀まで、ヌードモデルを使った「ライフ・クラス（Life class）」が女学生に適当かという懸念が一部にはあった。

### アカデミック様式の発展
プッサン派・ルーベンス派論争以来、多くの画家たちがこの2つの様式の間で仕事をした。しかし、19世紀の論争の時は、2つの様式、つまり新古典主義とロマン主義を統合しようという試みがなされた。それを成し遂げた画家として評論家たちが名前を挙げた中には、テオドール・シャセリオー、アリ・シェフェール、フランチェスコ・アイエツ、アレクサンドル＝ガブリエル・ドゥカン、トマ・クチュールらがいる。後期のアカデミック画家、ウィリアム・アドルフ・ブグローは、良い画家である秘訣は「色と線を同じものとして見ること」とコメントした。トマ・クチュールは美術技法について書いた本の中でそれと同じ考えを推奨し、こう主張した。この絵は色がより良い、線がより良いと言うのはナンセンスだ。なぜなら色が素晴らしく見えるのは線がそう見せているからで、逆もまたそうである。実際には、色は形の「色価（value）」について語る方法である。
この時代の進展には、もう一つ、絵に描かれた「時代」を示すための様式、つまり「歴史主義」があった。それを良く表しているのがジェームズ・ティソの影響を受けたジャン・オーギュスト・エンドリック・レイスの作品である。さらにNeo-Grec（新ギリシア）様式の発展もあった。歴史主義は、異なる過去の絵画の伝統の新機軸を結合・調和させるべきとするアカデミック絵画に関連した信念および実践をも指すものだった。

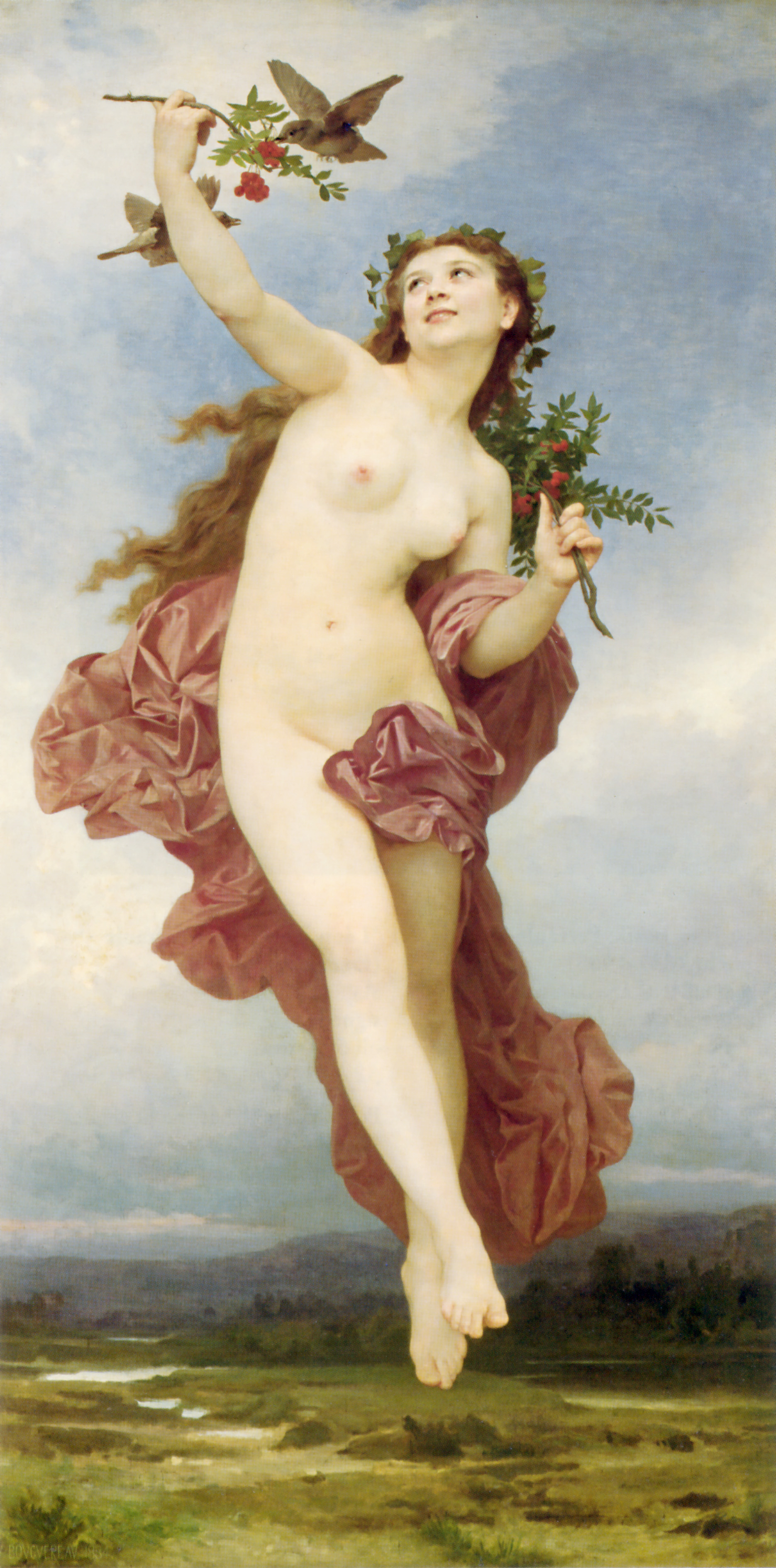
ウィリアム・アドルフ・ブグロー『日』（1884年）

美術界はまた絵画の中の「寓意」に注目しはじめた。線と色の重要性を説くどちらの理論も、画家が寓意を使うことは心理的効果を生む手段を抑制するものの、その中でテーマ・感情・概念が表されるかも知れないと主張した。画家たちは実作の中でそうした理論の統合を試み、寓意的・比喩的な手段として美術作品に特別な注意を払うことを強調した。絵画・彫刻の表現がプラトンの「イデア」を想起させるならば、通常の表現の背後に、抽象的な何か、永遠の真実が垣間見えるはずだと考えた。ジョン・キーツが「美は真実、真実は美」と言ったのはそのためである。絵画は「イデー（idée）」、完全なイデアであるべきと望まれた。ブグローは「ある戦争（a war）」を書くのではなく「戦争（War）」を書きたいと言ったことは有名である。アカデミック画家たちの描いた絵画の多くに「夜明け」「黄昏」「視覚」「味覚」といった寓意的なタイトルがつけられていて、一人の裸体の人物にそれを擬人化し、イデアの本質を明らかにする方法で構成した。
この傾向は写実主義とは反対の観念論に向かうもので、描かれる人物像はより簡潔に、より抽象的になっていった（つまり観念化）。これは自然に見える形を普遍化し、それを作品の全体構成・テーマより下位に置くことを要件とした。
歴史ならびに神話は劇、あるいは概念の弁証法、寓意のための豊かな基盤と見なされ、それらから採られたテーマを使うことは絵画の最も重厚な形だと考えられた。17世紀に始まった「ジャンルのヒエラルキー」は、古典的・宗教的・神話的・文学的・寓意的テーマの「歴史画」をその頂点に置き、その下に風俗画、肖像画、静物画、風景画が続いた。歴史画は「grande genre」として知られた。ハンス・マカルトはしばしば実物大より大きな歴史画を描き、19世紀ウィーン文化で圧倒的優位を誇るべく、それを装飾における歴史主義と結合させた。フランスの歴史画を象徴する画家はポール・ドラローシュである。
こうした傾向はすべてが、歴史は最終的に「合（ジンテーゼ）」の中で解決する矛盾した概念の弁証法だとする、哲学者ヘーゲルの理論の影響を受けていた。
19世紀末にかけて、アカデミック絵画はヨーロッパ社交界にたっぷりと浸透した。展覧会が頻繁に開催されたが、その中で最も有名なものはサロン（サロン・ド・パリ）と、1903年スタートのサロン・ドートンヌだった。こうしたサロンは国内国外を問わず大勢の観客が詰めかけるセンセーショナルなイヴェントだった。日曜日一日だけで5万人、2ヶ月の開催で50万人の集客もあった。多数の絵は、現在「サロン・スタイル（Salon style）」と呼ばれている方法で、つまり、天井から目の高さの下まで縦に吊されて展示された。サロンにかかることは画家たちが認められた証で、作品はコレクターたちの間で値が上がった。ブグロー、アレクサンドル・カバネル、ジャン＝レオン・ジェロームが美術界で超一流の人物だった。
アカデミック絵画隆盛の時期、それまで評価の低かったロココ時代の絵画がリバイバルし、そこに描かれていたアモールとプシケーといったテーマが再び人気を呼んだ。またアカデミック絵画はその作品の観念性からラファエロをミケランジェロ以上に崇拝した。
アカデミック絵画はヨーロッパやアメリカ合衆国だけでなく、西洋以外の国、とくに、フランス革命を手本として革命を起こし、フランス文化を模倣したラテンアメリカ諸国などにもその影響を広げた。ラテンアメリカのアカデミック画家には、メキシコのアンヘル・サラガなどがいる。

### アカデミーの授業

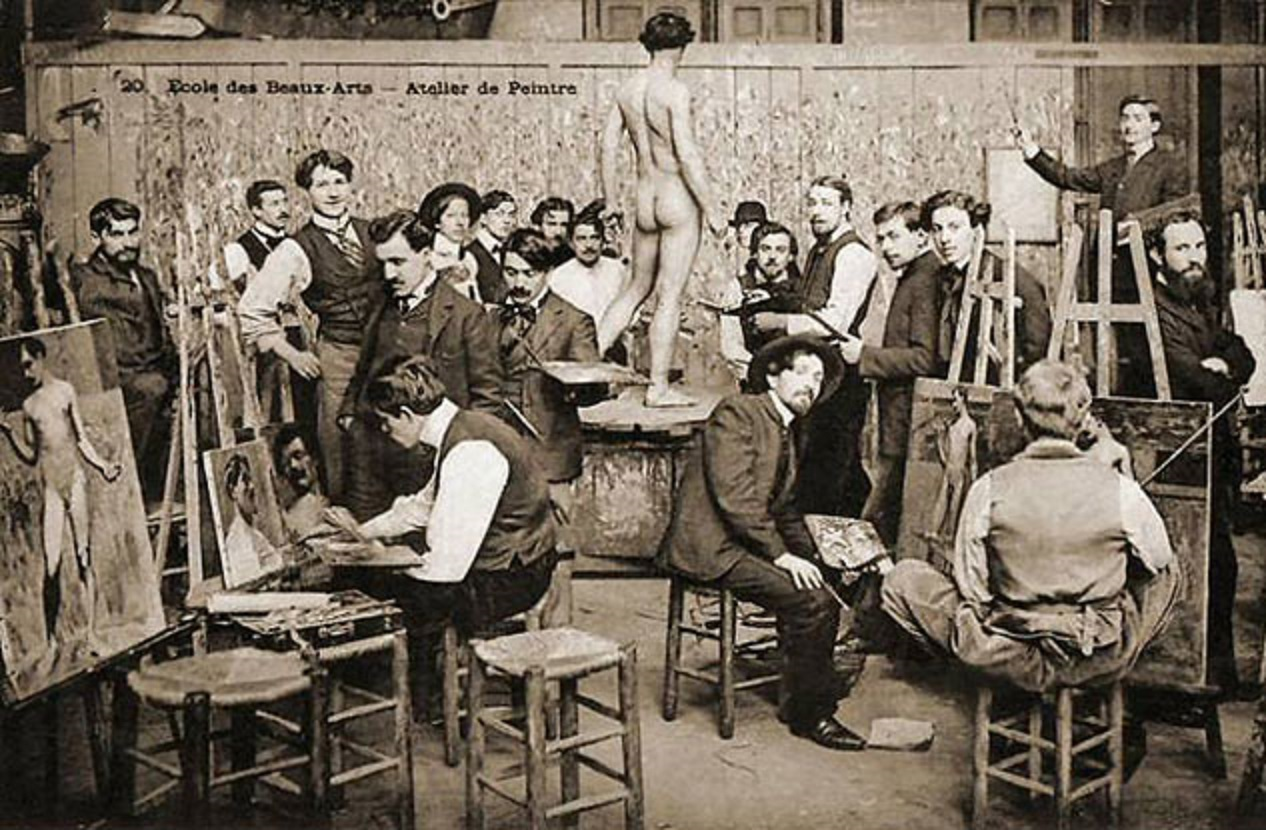
人物写生するエコールの学生たち（19世紀後期に撮影）

若い画家たちは数年間厳しい訓練に明け暮れた。フランスでは、試験に受かり、著名な美術教授からの推薦状を貰った学生たちだけがアカデミーの付属学校エコール・デ・ボザールに入学を許された。「académies」と呼ばれたヌードのデッサンと彩画がアカデミック絵画の基本で、その技術の習得方法は明確に定められていた。最初に、学生たちは古典彫刻の印刷物を模写し、輪郭・光の陰影に馴染まされた。アカデミック教育にとって模写は重要なものと考えられていた。過去の美術家の作品を模写することは、その芸術技法を吸収するためである。次のステップに進むためには、学生たちは評価のためにデッサンを提出しなければならなかった。もしそれが認められたら、有名な古典彫刻の石膏模型のデッサンが待っていた。その技術を身につけた者だけが、ポーズをとったモデルを写生する教室に入ることを許された。面白いことに、エコール・デ・ボザールでは1863年になるまで絵の具を使った彩画は教えられなかった。筆を使って彩画するためには、学生たちはデッサンで実力を示さなければならなかった。デッサンはアカデミック絵画の彩画の基本と考えられていた。それが認められた者だけが、アカデミー会員のアトリエに弟子として入り、彩画を学ぶことができた。全課程を通して、与えられたテーマと定められた時間でコンペが開かれ、学生たちの成長が量られた。
学生のための美術コンペで最も有名なものがローマ賞だった。ローマ賞の優勝者はローマにあるアカデミー・フランセーズのヴィラ・メディチ校（現ローマ・フランス・アカデミーで最長5年間学ぶための奨学金を得られた。コンペ参加の条件は、フランス国籍を持つ男性で独身かつ30歳以下だった。さらにエコールの入学資格を満たし、有名な美術教師の指示も必要だった。競争は厳しく、ファイナルまで幾つもの段階があった。10人のコンペ参加者が72日間、アトリエに隔離され、最終審査の対象となる歴史画を描いた。優勝者はプロとしてのキャリアを約束された。
前述した通り、サロンでの展示も画家として認められた証だった。そしてプロの画家たちの最終目標はアカデミー・フランセーズ会員に選ばれることだった。画家たちはサロンに絵を展示する委員に、自分の絵を最善の「線上」つまり目の高さで展示して欲しいと頼んだ。展覧会が始まって、もし絵が「空」つまり天井近くの高いところに展示されていたら、画家たちは不平を訴えた。

### 批判と遺産
アカデミック絵画への最初の批判は、ギュスターヴ・クールベら写実主義の画家たちから、その観念性に対して浴びせられた。それらは観念的なクリシェと神話・伝説のモチーフに基づく一方、現代社会との関係性がまったく無視されているというのである。写実主義によるもうひとつの批判は、彩画の「筆使いをわざと消した表面のなめらかさ」（Licked finish参照）だった。オブジェはリアルな質感を持たず、なめらかにつるつると、理想化されて描かれていたのである。写実主義画家テオデュール・リボーはそれに対抗して、ラフで未完成の質感を持った作品を試作した。

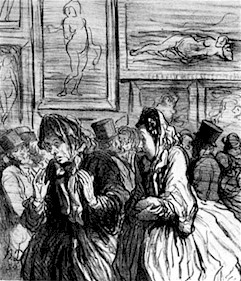
オノレ・ドーミエ画『今年もヴィーナス……いつもヴィーナス』（『Le Charivati』No.2、1864年）

スタイル的には、目で見たものをその場で描く、En plein air（屋外）での絵画を主張していた印象派たちが、アカデミック絵画の垢抜けして理想化（概念化）されたスタイルを批判した。アカデミック画家たちは最初にデッサンし、それから油絵具でスケッチするのだが、その高い完成度が印象派には嘘に見えたのだった。油絵具でスケッチした後、アカデミック画家たちは、イメージを理想化し細かいディテールを描き足すために「fini」（入念な仕上げ）を施す。遠近法は平面上に幾何学的に構築され、実際に見たものではなく、印象派は機械的な技法への傾倒を否定した。さらに、19世紀後半以降、単純な写実性でいえば遥かに上回る写真機が普及し始めた。
写実主義も印象派も、静物画や風景画を下位に置くジャンルのヒエラルキーを否定した。注意しておかなければならないのは、写実主義や印象派などアカデミスムに抵抗した初期アヴァンギャルドの画家たちは、元々はアカデミック画家のアトリエにいたことである。クロード・モネ、ギュスターヴ・クールベ、エドゥアール・マネはアカデミック画家たちの弟子だった。より後期の前衛画家に位置するゴッホ、ロートレックらもフェルナン・コルモンの弟子として基礎的な技術・知識を習得しており、さらにはアンリ・マティスまでそうした教育を受けている。
近代美術（Modern art）とそのアヴァンギャルドが力をつけ、アカデミック絵画はさらに批判され、「感傷的」「クリシェ」「保守的」「因襲性」「ブルジョワ的」「趣味が良くない」と見なされた。フランスでは、アカデミック絵画のスタイルは、ジャック＝ルイ・ダヴィッドの絵の中の兵士が消防士（ポンピエ）のようなヘルメットをかぶっていることから「アール・ポンピエ」と、またその絵は仕掛けとトリックを通して偽りの感情を生み出したとされ、「grande machines」と呼ばれることもある。アカデミック絵画に対するこうした誹謗は、美術評論家クレメント・グリーンバーグがすべてのアカデミック絵画は「キッチュ」であると本に書いたことでピークに達した。アカデミック絵画への言及は美術史や参考書から徐々に姿を消していった。
しかしこうした前衛絵画の黄金期が過ぎ去り始めた1950年・60年代以降、かつて前衛画家やその先駆者達が批判したアカデミー教育と同じ「権威主義」と化した前衛絵画運動への批判が展開され始めた。当時の美術史教育ではルネサンス以降に権威に縋るようになったアカデミック系の芸術家が全く違う経緯から発展した印象派に打ち倒され、そしてこれを継承した前衛絵画が今日の絵画芸術を担っているという「前衛絵画史観」が一般的となっていた。アカデミズム美術の再評価を進めた美術史家アルバート・ボイムは自身が受けた大学院教育について、「スライドショーでセザンヌのパレードが展開される間、まるで息抜きがてら道化芝居を見せるようにジェロームらアカデミック美術の絵画が一枚だけ表示された」と回想している。
ボイムらによって美術史上で「取るに足らない存在」という扱いを受けていた最末期の新古典主義派の画家達も再評価される流れとなった。また並行する形で一般社会でも写実主義や正確なデッサンなどの古典的な価値観が求められる傾向にあり、アカデミック絵画の再評価にはずみをつけている。

## 主要な作家

### フランス
- アルフレッド・アガッシュ、画家
- ルイ・エルネスト・バリアス（英語版）、彫刻家
- ポール・ボードリー、画家
- アルベール＝エルネスト・カリエ＝ベルーズ、彫刻家
- ウィリアム・アドルフ・ブグロー、画家
- シャルル＝エドゥアール・ブーティボンヌ、画家
- シャルル・ジョシュア・シャプラン、画家
- ピエール・オーギュスト・コット、画家
- トマ・クチュール、画家
- アレクサンドル・カバネル、画家
- アレクサンドル＝ガブリエル・ドゥカン、画家
- ポール・ドラローシュ、画家
- デルファン・アンジョルラス、画家
- アレクサンドル・ファルギエール、彫刻家
- ジャン＝レオン・ジェローム、画家・彫刻家
- ジャン＝ジャック・エンネル、画家
- ポール・ジャマン、画家
- ジャン＝ポール・ローランス、画家・彫刻家
- アントナン・メルシエ、彫刻家
- エミール・ムニエル（英語版）、画家
- ギヨーム・セイニャク（英語版）、画家

### イギリス
- ローレンス・アルマ＝タデマ、画家
- アルフレッド・ギルバート、彫刻家
- フレデリック・レイトン、画家・彫刻家
- アルバート・ムーア、画家
- アルフレッド・スティーヴンス（英語版）、彫刻家
- ジョージ・フレデリック・ワッツ、画家

### イタリア
- オイゲン・フォン・ブラース、イタリアでの名前、エウジェーニオ・デ・ブラース、画家
- フランチェスコ・アイエツ、画家
- ドメニコ・モレッリ、画家

### オーストリア
- ハンス・カノン、画家
- ハンス・マカルト、画家
- ヴィクトール・ティルグナー（ドイツ語版）、彫刻家

### オランダ
- アリ・シェフェール、画家

### スイス
- シャルル・グレール、画家

### スペイン
- マリアノ・フォルトゥーニ、画家

### チェコ
- ヴァーツラフ・ブロジーク、画家

### ドイツ
- フランツ・フォン・レンバッハ、画家

### ハンガリー
- ロッツ・カーロイ
- ジュラ・ベンツール

### ベルギー
- ジャン・オーギュスト・エンドリック・レイス、画家
- アルフレッド・ステヴァンス、画家

### ポーランド
- ヘンリック・シエミラツキー（英語版）、画家

### カナダ
- マルク＝オーレル・ド・フォワ・スゾール＝コテ、画家、彫刻家

### ウルグアイ
- フアン・マヌエル・ブラネス、画家

### ブラジル
- ビクトル・メレーレス、画家
- ペドロ・アメリコ、画家
- ロドルフォ・アモエド、画家

### メキシコ
- アンヘル・サラガ

### インド
- ラヴィ・ヴァルマ、画家